# INRS-Urbanisation, Culture et Société
Le Centre Urbanisation Culture Société de l'INRS est un des quatre centres de recherche et de formation de l'Institut national de la recherche scientifique (INRS). Le centre contribue aux efforts québécois de recherche, de formation et de transfert de technologie dans les domaines des études urbaines, de la culture et des sciences sociales.
Le Centre Urbanisation Culture Société de l'INRS regroupe trente-sept professeurs, de formations disciplinaires très diversifiées, qui mènent des recherches en sciences sociales dans quatre grands domaines : villes et régions ; populations ; culture ; science et technologie. 
L'Institut national de la recherche scientifique (INRS) est un établissement universitaire québécois voué à la recherche, aux études de cycles supérieurs et à la formation de chercheurs. Il a aussi pour mandat le développement de la recherche fondamentale et appliquée dans des secteurs jugés prioritaires pour le Québec, et ce, tout en s'assurant le transfert des connaissances et des technologies dans l'ensemble des secteurs où il œuvre.

## Histoire
Le Centre Urbanisation Culture Société fut fondé en 2000 à la suite de la fusion du Centre de recherches urbaines et régionales (CRUR) avec l'Institut de recherche sur la culture (IQRC). Toutefois, elle peut, à travers ces composantes, tracer sa fondation jusqu'en 1970, soit avec la fondation du CRUR.

## Programmes d'études
Le Centre Urbanisation Culture Société offre neuf programmes d'études, dont quatre programmes de maîtrise, un programme de diplôme d’études supérieures spécialisées (DESS) et quatre programmes de doctorat. Ces programmes sont listés ci-dessous:
- Maîtrise en études urbaines ;
- Maîtrise en études des populations ;
- Maîtrise en études autochtones ;
- Maîtrise en mobilisation et transfert de connaissances ;
- DESS en mobilisation et transfert de connaissances ;
- Doctorat en études urbaines ;
- Doctorat en études des populations ;
- Doctorat en études autochtones ;
- Doctorat interdisciplinaire en santé et société[2].

## Campus
Le campus du Centre Urbanisation Culture Société est situé à l'extrémité nord du Quartier latin de Montréal, au coin de la rue Sherbrooke-Est et de la rue Saint-Denis. Il comporte un seul édifice; l'ancien siège social de la Société Saint-Jean-Baptiste de Montréal. Ce bâtiment fut construit en 1969 et conçu par les architectes Louis-Gilles Duplessis, Gérard Derome et Maurice Labelle. Il est principalement rempli d'espaces de bureau, ainsi qu'une cafétéria nommé le Tiers-Lieu ; une référence au concept des tiers-lieux en études urbaines. Ensuite, l'ancien stationnement automobile situé au sous-sol fut converti en stationnement de vélo lors de la pandémie de COVID-19. Cet espace est désormais aussi utilisé par l'Atelier vélo Le Nid-de-Poule.
Une sculpture du montréalais Pierre Yves Angers, « Le malheureux magnifique », se trouve à l'extérieur de l'édifice au niveau de la rue Saint-Denis. Inspirée du « Penseur » de Rodin, elle fut installée au pied du centre en 1991 après avoir passé 18 ans à la place Pasteur.

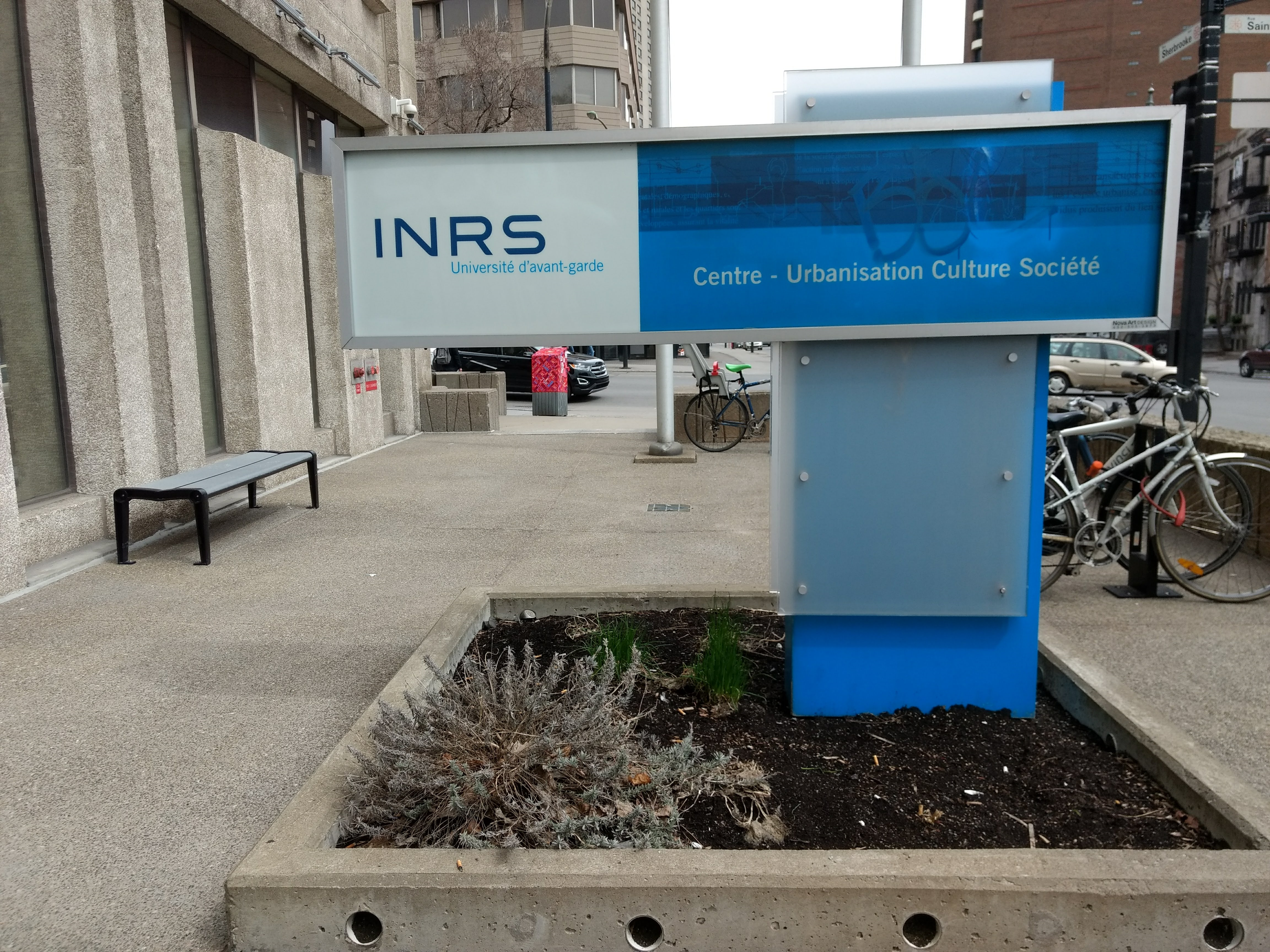
Devanture de l'INRS
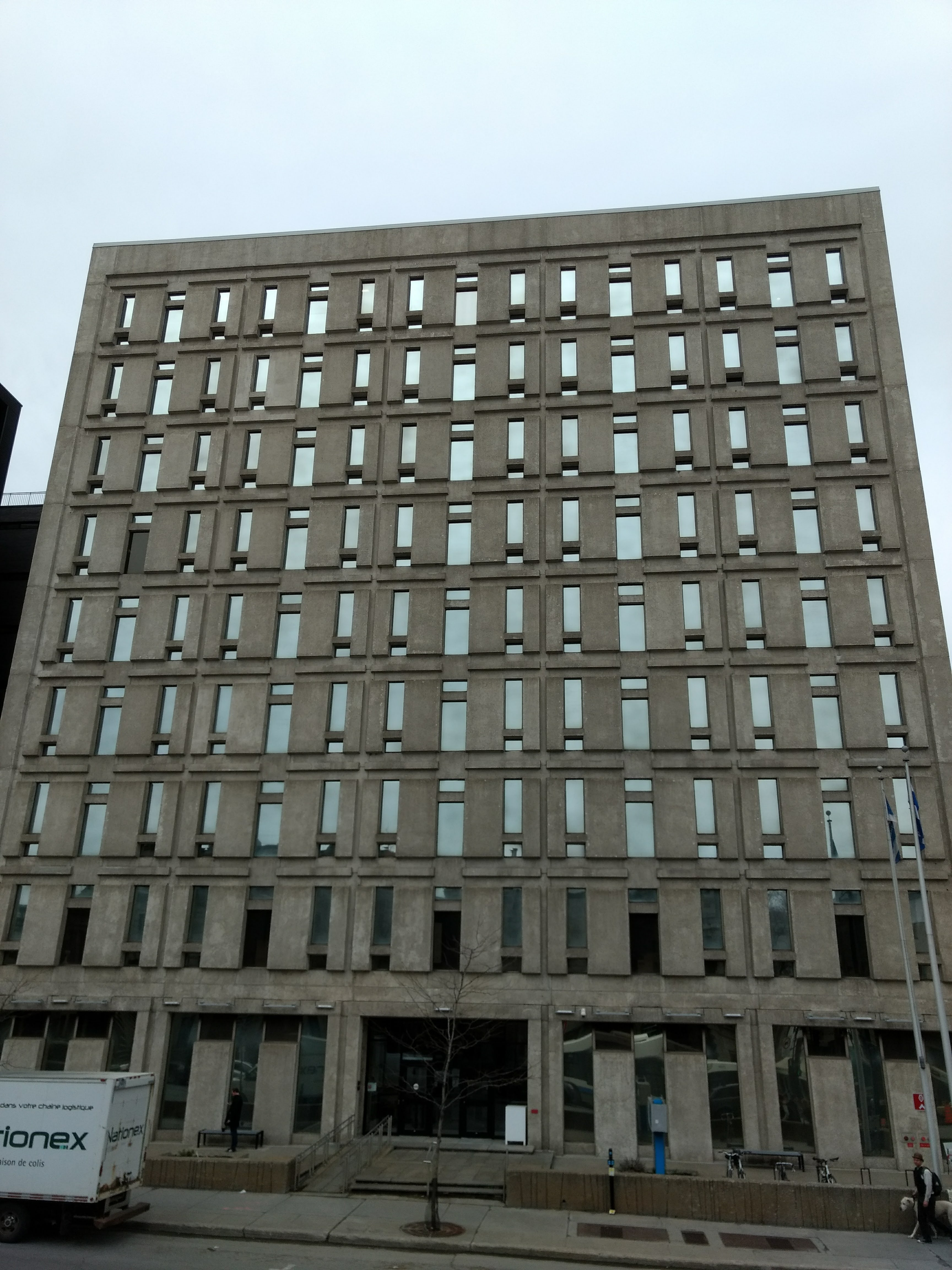
Devant l'INRS
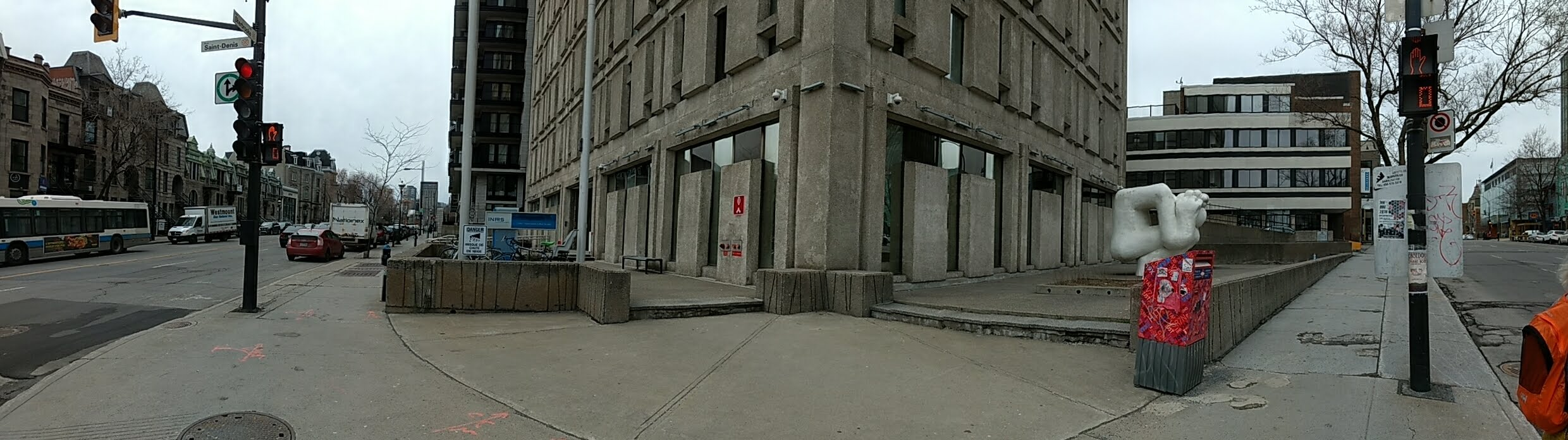
Devant l'INRS